# Iago García
Iago García, all'anagrafe Iago García Pérez (Ferrol, 18 maggio 1979), è un attore spagnolo.

## Biografia
All'età di diciotto anni lascia Ferrol per trasferirsi a Londra al fine di riflettere sul proprio futuro. Durante il suo soggiorno nella capitale britannica decise di iniziare a studiare recitazione. Torna in Spagna e più in particolare a Madrid dove entra a far parte della Real Escuela de Arte Dramático. Prima di studiare recitazione Iago ha fatto tantissimi lavori come cameriere e commerciante.
In televisione ha partecipato a diverse campagne pubblicitarie in materia di elezioni così come a ruoli in serie come Siete vidas e Memoria de España, dove interpreta Enrique II, il primo monarca della dinastia dei Trastámara. Si è fatto conoscere al grande pubblico attraverso la sua partecipazione nella soap di TVE Amare per sempre, dove ha incarnato il ruolo di Ernesto Expósito, un uomo disposto a tutto pur di raggiungere i suoi obiettivi.
La sua consacrazione si deve alla sua partecipazione nella soap di Antena 3 Il segreto, dove Iago ha interpretato il ruolo di Olmo Mesía, ricco proprietario terriero malvagio e assassino tormentato per il suo amore per Soledad Castro, interpretata da Alejandra Onieva. Ha lasciato la serie dopo un lungo periodo, per poi ritornarvi nel settembre 2013 interpretando lo stesso personaggio, ma con una trama molto diversa. Nel 2015 e nel 2016 ha cambiato soap e ha recitato nella soap di TVE Una vita interpretando il ruolo di Justo Núñez.
Nel 2016, forte dei successi ottenuti in Italia negli ultimi due ruoli, è entrato a far parte del cast dei concorrenti nell'undicesima edizione di Ballando con le stelle, condotta da Milly Carlucci e Paolo Belli su Rai 1, uscendone vincitore in coppia con la ballerina Samanta Togni. Sempre in Italia, ha recitato nella seconda stagione della serie Non dirlo al mio capo nelle vesti dell'avvocato Diego Venturi. Nel 2021 e nel 2022 ha interpretato il ruolo di Ventura Vélez de Guevara nella soap Un altro domani (Dos vidas).
Da settembre a novembre 2024, e ancora da gennaio a febbraio 2025, è uno dei concorrenti della diciottesima edizione del Grande Fratello, in onda su Canale 5 con la conduzione di Alfonso Signorini.

## Filmografia

### Cinema
- Bentornato Presidente, regia di Giancarlo Fontana e Giuseppe G. Stasi (2019)

### Televisione
- Memoria de España – serie TV, 1 episodio (2004)
- 7 vidas – serie TV, 1 episodio (2004)
- Amare per sempre (Amar en tiempos revueltos) – serial TV, 225 episodi (2005-2007)
- Al filo de lo imposible - serie TV, 1 episodio (2007)
- 700 euros – serie TV, 16 episodi (2008)
- Matalobos – serie TV, 40 episodi (2009-2010)
- La que se avecina – serie TV, 1 episodio (2010)
- Cuéntame cómo pasó – serie TV, 9 episodi (2011)
- Il segreto (El secreto de Puente Viejo) – soap opera, 556 episodi (2011-2014)
- Una vita (Acacias 38) – soap opera, 206 episodi (2015-2016)
- Non dirlo al mio capo – serie TV, 9 episodi (2018)
- Un altro domani (Dos vidas) – soap opera, 254 episodi (2021-2022)

### Cortometraggi
- Cultura, regia di Cristina Cardín Coello (2013)

## Programmi televisivi
- Ballando con le stelle (Rai 1, 2016) - concorrente, vincitore
- Grande Fratello (Canale 5, 2024-2025) - concorrente

## Doppiatori italiani
Nelle versioni in italiano dei suoi film e delle sue serie TV, Iago García è stato doppiato da:
- Francesco Cavuoto[3] in Il segreto[4]
- Maurizio Merluzzo[5] in Una vita[6]
- Christian Iansante[7] in Un altro domani[8]